# Festival franco-ontarien
 (novembre 2018).
Si vous disposez d'ouvrages ou d'articles de référence ou si vous connaissez des sites web de qualité traitant du thème abordé ici, merci de compléter l'article en donnant les références utiles à sa vérifiabilité et en les liant à la section « Notes et références ».

Logo.

Le Festival franco-ontarien est un événement majeur pour les francophones et francophiles de l'Ontario au Canada. Ce festival, qui propose autant de concerts que d’animations pour les grands comme les petits, a été créé le 23 mai 1969 par Pierre DeBlois (président de l’ACFO d’Ottawa-Carleton à cette époque) et a pour mission première de célébrer la fierté culturelle française et plus particulièrement la communauté francophone ontarienne. C'est aussi un moment pour les anglophones de découvrir davantage la culture française dans le monde entier (musique, art de rue, cuisine, etc.).

## Historique
Le Festival franco-ontarien est présenté tous les ans dès la mi-juin à Ottawa. Après avoir débuté au marché By, cette grande fête a vraiment pris de l’ampleur en 1979, lorsque les organisateurs ont décidé de l’installer au parc de la Confédération pour déménager ensuite au parc Major, puis plus tard à la Place des festivals. En 2012, le festival revient au parc Major et au marché By.

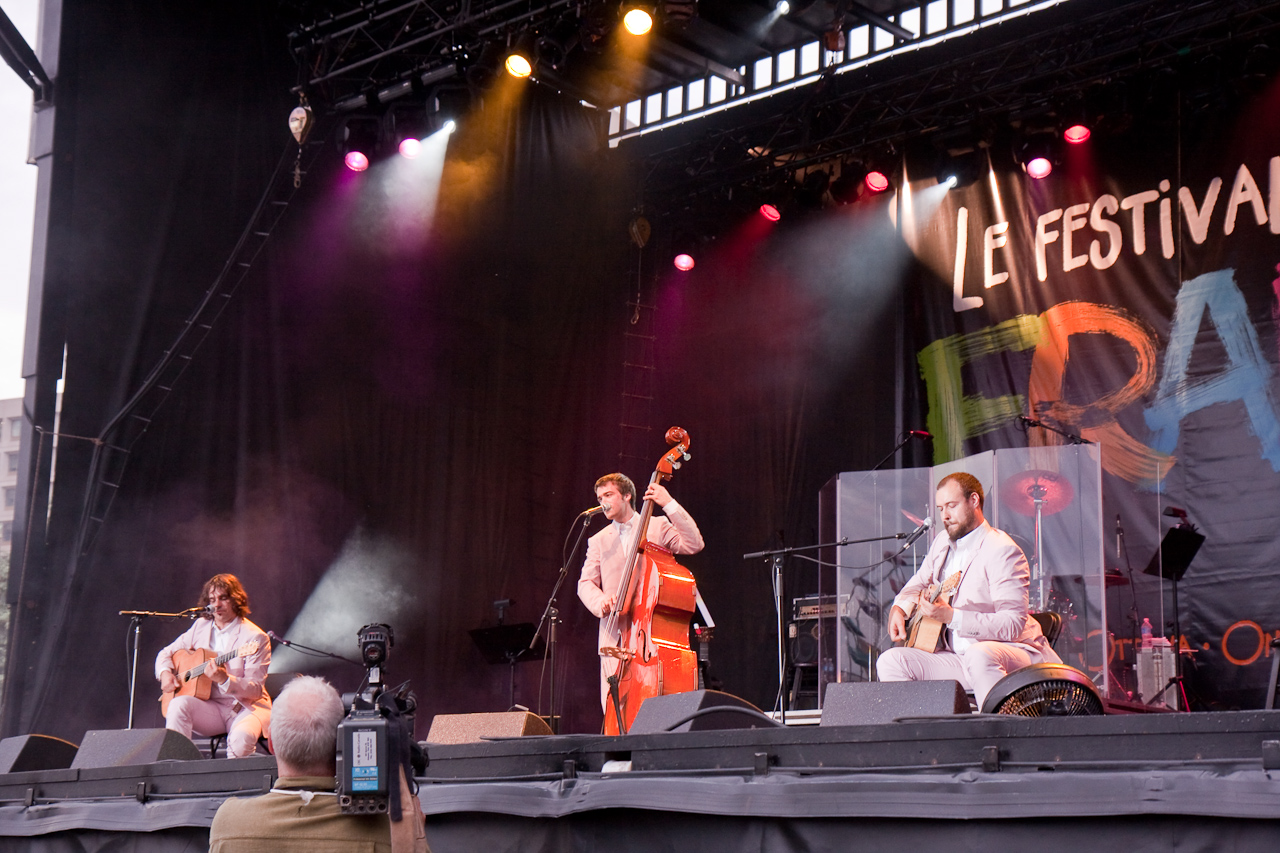
The Lost Fingers, groupe de musique jazz québécois, en concert au Festival franco-ontarien le 11 juin 2009 à Ottawa. De gauche à droite : Christian Roberge, Alex Morrissette, et Byron Mikaloff.

Vers le milieu des années 1980, le festival franco-ontarien s’est fait connaître tant au niveau national qu’international en accueillant des artistes de l’Afrique, de l’Europe et de toute la francophonie. Les plus grands noms, comme Céline Dion, Roch Voisine, Patrick Bruel, Lara Fabian, Claude Dubois, Daniel Bélanger, Beau Dommage, Diane Dufresne, Robert Charlebois, Diane Tell, Paul Piché, Les Colocs et bien d’autres, y ont déjà participé.
C’est ainsi que le festival a su se faire un nom jusqu'à devenir un événement incontournable à Ottawa, capitale du Canada.

## Grand Défilé franco-ontarien
À la suite de difficultés financières en 2005, l’organisation du festival s’est vue reprise par le Groupe Simoncic en 2006. Dès lors apparaît un autre rassemblement relié à ce festival qui est le Grand Défilé. Chaque année plus important, avec des thématiques différentes, et traversant toute la ville, ces animations de rues ajoutent depuis quelques années de la vie au festival.